# Hebe angustisala
Hebe angustisala é uma espécie de planta do gênero Hebe.